# Pfarrhof Molln

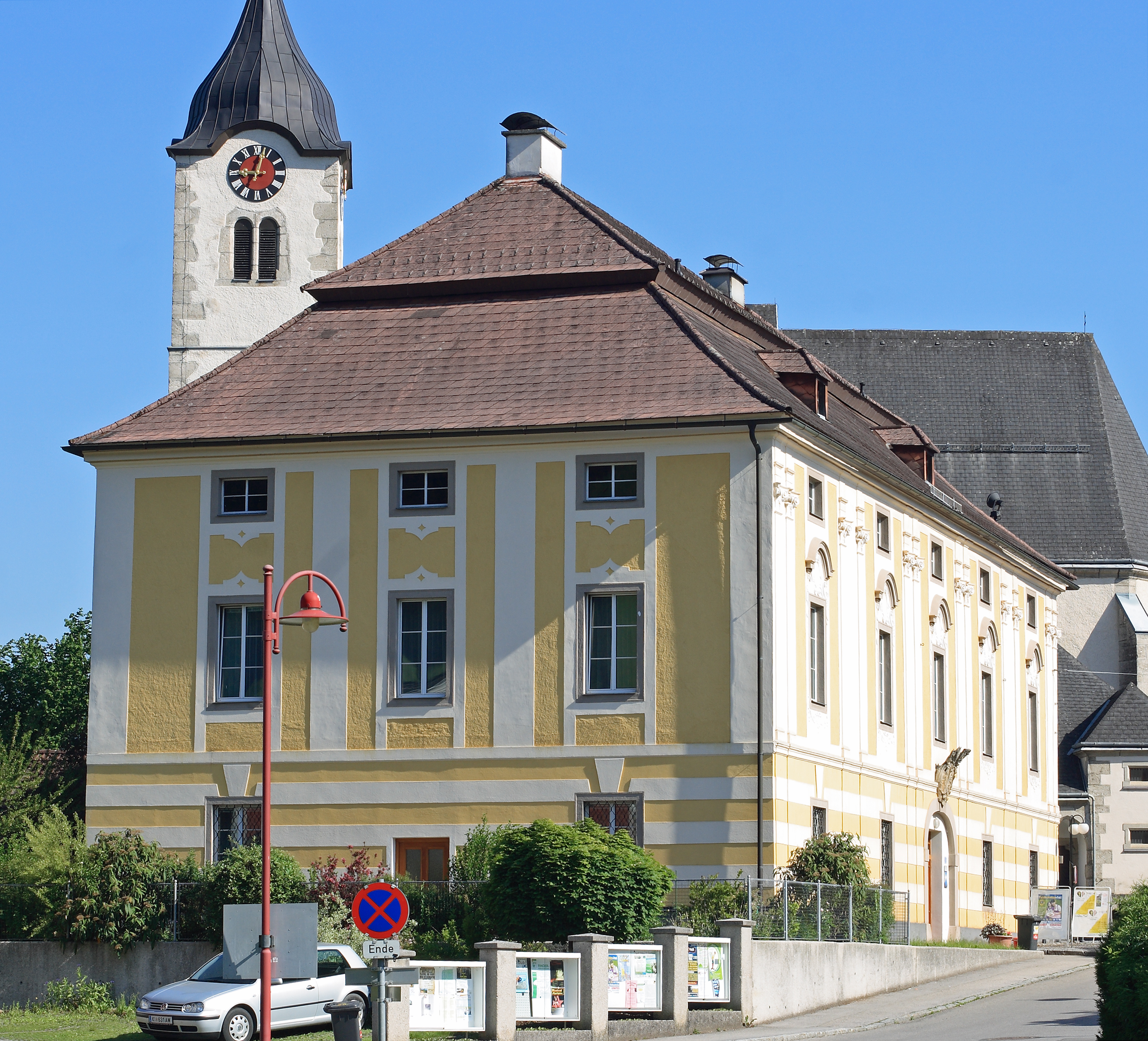
Pfarrhof Molln

Der Pfarrhof Molln in der Marktgemeinde Molln in Oberösterreich wurde im 18. Jahrhundert errichtet und steht unter Denkmalschutz (Listeneintrag).

## Geschichte
Nachdem der alte Pfarrhof baufällig geworden war, beauftragten der Abt von Stift Garsten, Konstantin Muttersgleich, und der damalige Pfarrer Odo Gallner den Steyrer Baumeister und späteren Bürgermeister Johann Gotthard Hayberger mit der Errichtung eines neuen Pfarrhofes, der in den Jahren 1733/34 gebaut wurde. Der Bauvertrag aus dem Jahr 1733 ist noch erhalten. Zum ursprünglichen Baukomplex gehörten noch ein Stalltrakt und eine Scheune bzw. ein Reitstall.

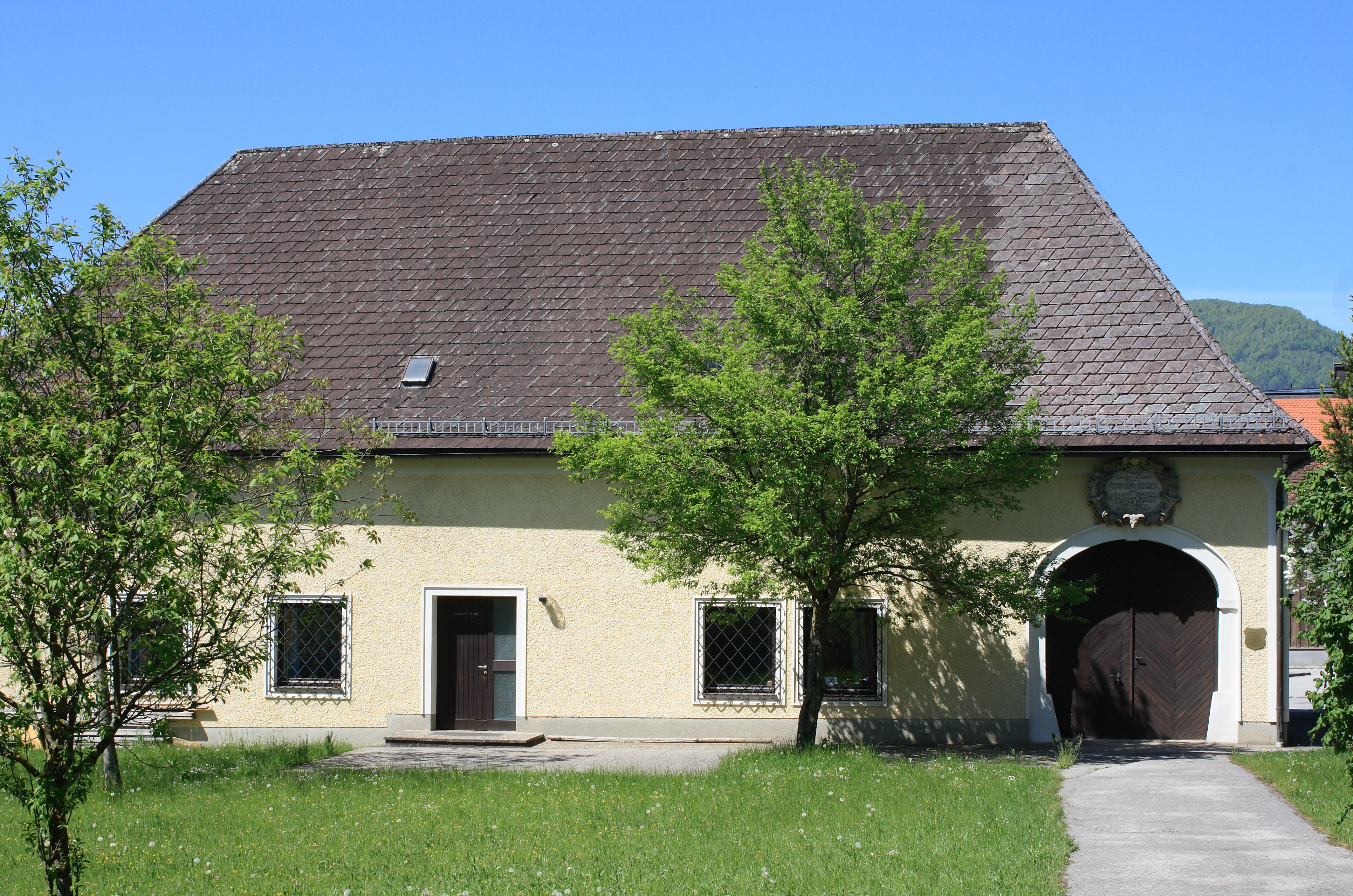
Pfarrheim hinter dem Pfarrhof

Der westlich hinter dem Pfarrhof liegende ehemalige Stalltrakt wurde 1980 zum Pfarrheim umgebaut.
Außenrenovierung 1983–1985, Innenrenovierung 1994/95.

## Beschreibung
Das dreigeschoßige Gebäude verfügt über ein zweistufiges Mansardendach. Die durch Doppelpilaster und Bänder gegliederte Barock-Fassade verleiht dem Gebäude ein stattliches Aussehen. Die Fenster im Erdgeschoß haben eine einfache Stuckfasche mit Keilstein. Die hohen Fenster im Mittelgeschoß verfügen eine barocke Stuck-Umrahmung.

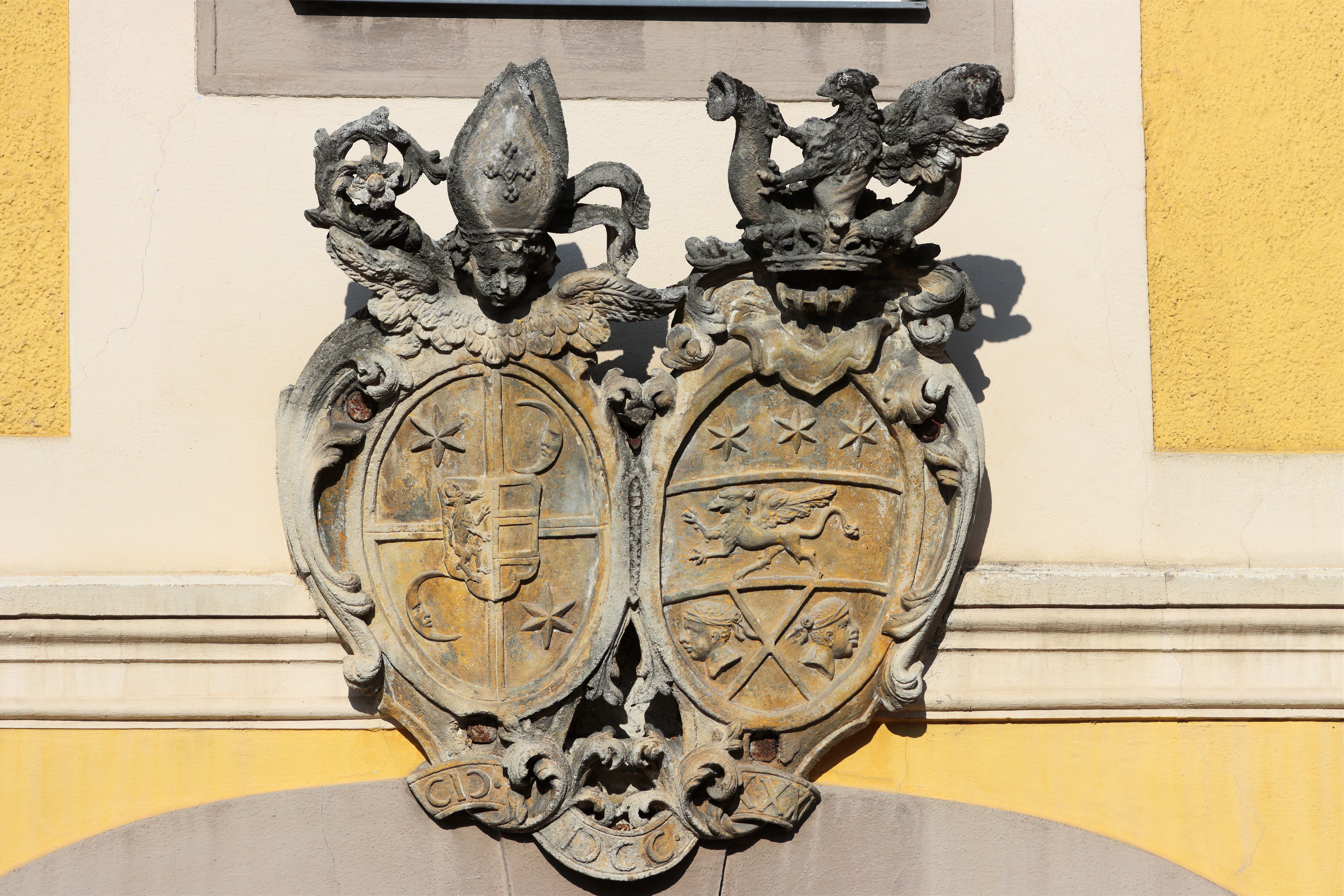
Doppelwappen über dem Torbogen

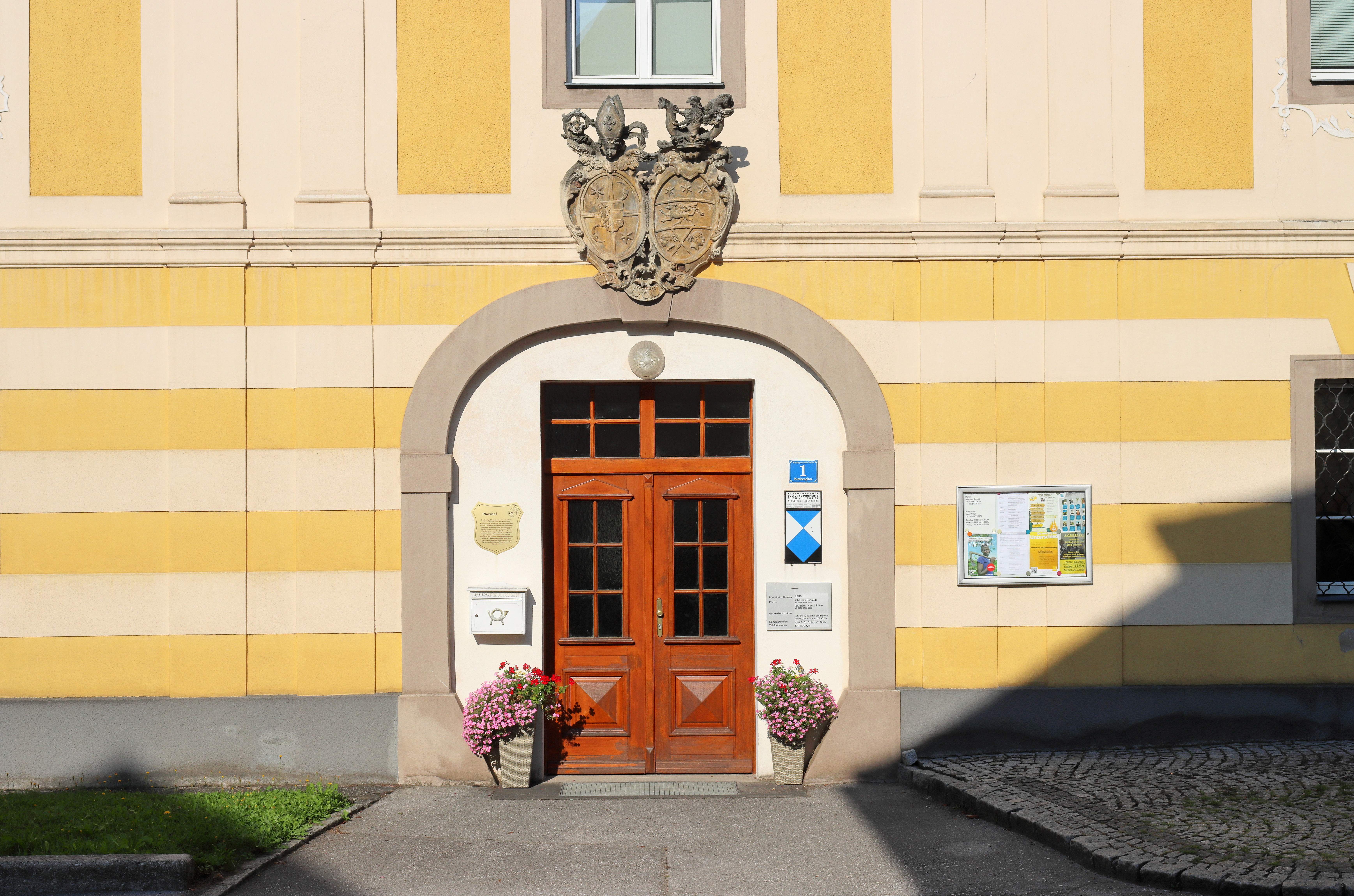
Wappenportal an der Ostseite

Über dem Torbogen ist das steinerne Doppelwappen des Stiftes Garsten und von Abt Konstantin Muttersgleich zu sehen. Beide Wappen verbindet als unterer Rand die Jahreszahl 1730 in römischen Ziffern.